# Pájecí oko

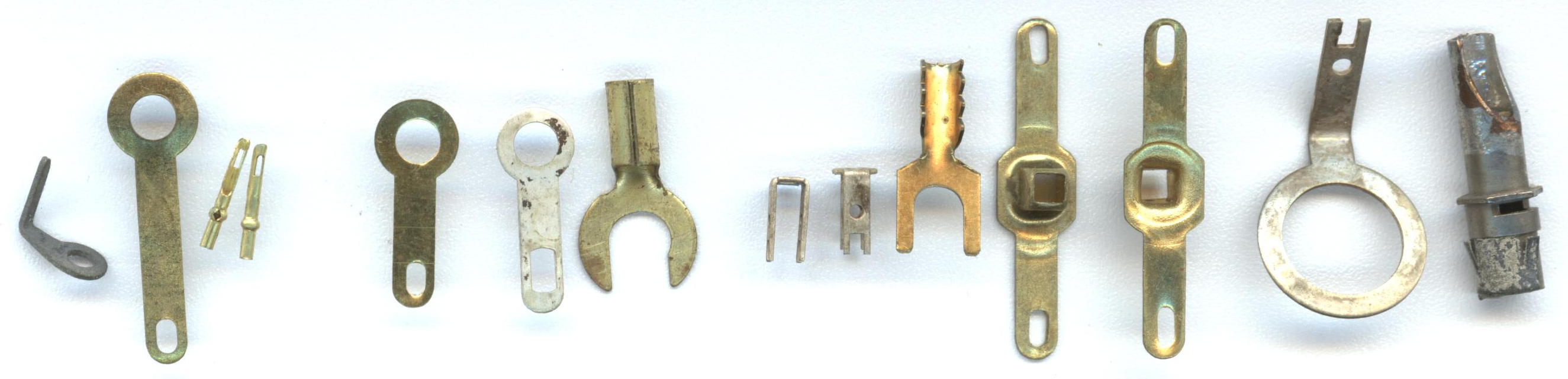
Různé druhy pájecích ok

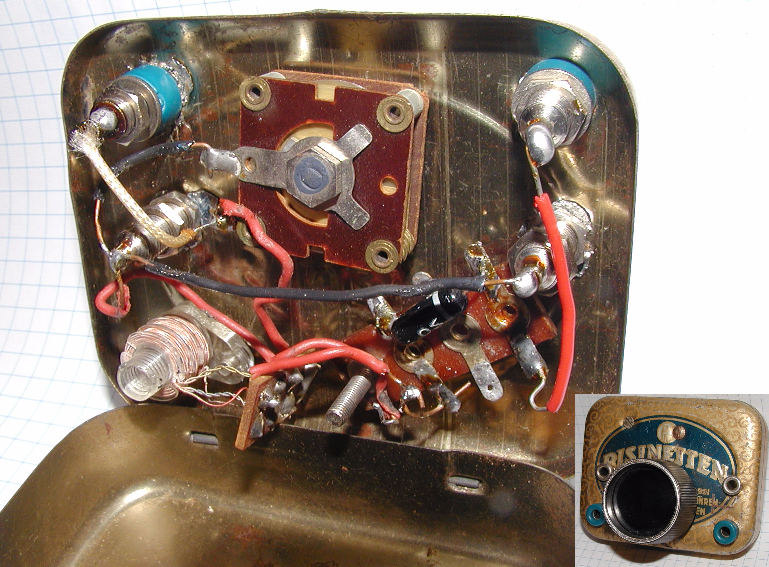
Amatérsky zhotovený přijímač (tzv. krystalka) se součástkami spojenými na pájecích okách

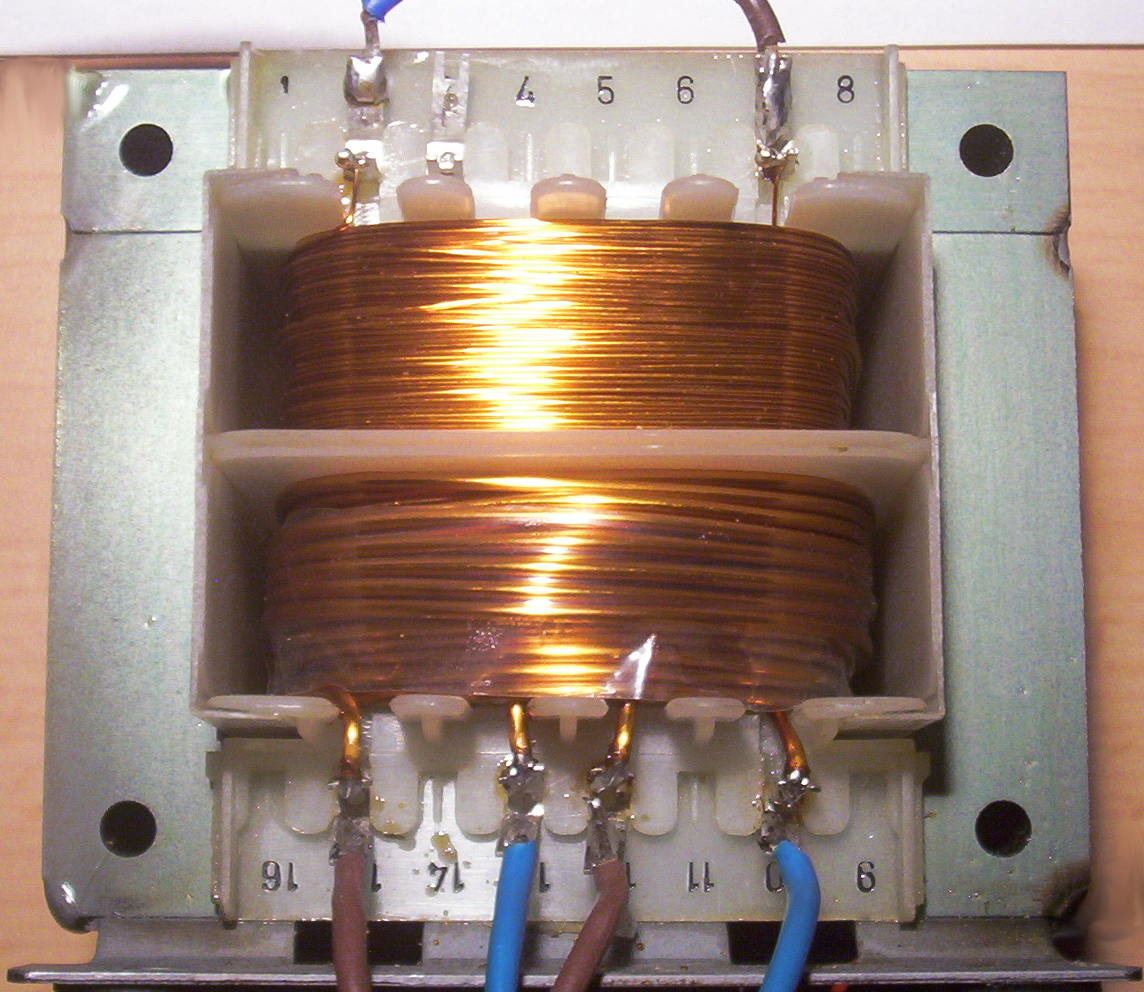
Transformátor s vývody na pájecí oka

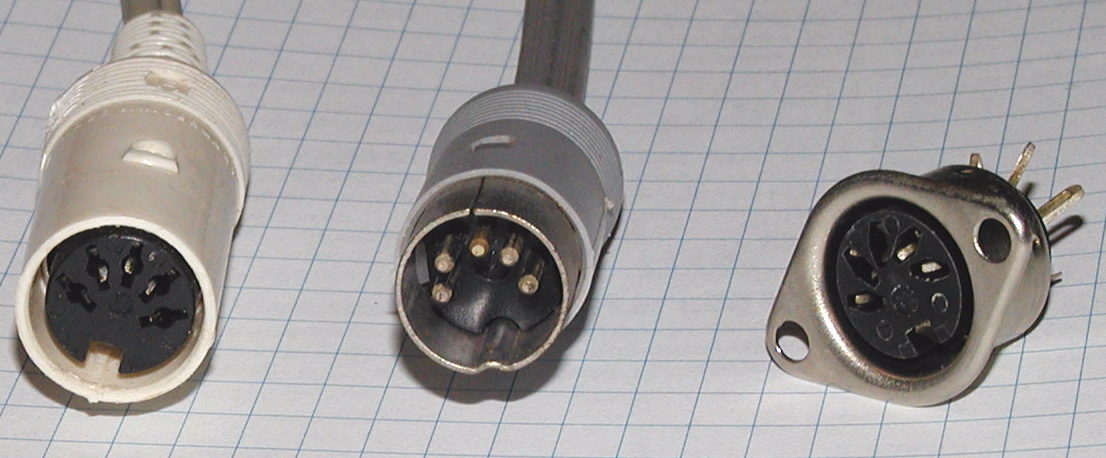
Konektor DIN s vývody na pájecí oka

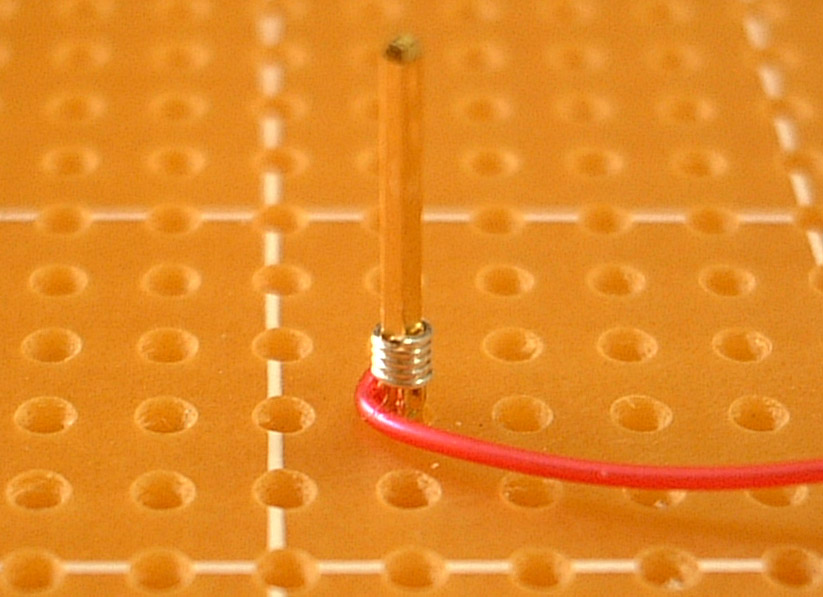
Ovíjený spoj, příklad provedení

Pájecí oko (také pájecí očko) je elektrotechnická součástka, která slouží k elektrickému propojení i mechanickému ukončení drátového nebo lankového vodiče připájením. Pájecí oka jsou mechanicky upevněna na podložce, kterou může být deska z izolantu, kostra cívky nebo kryt nějakého přístroje. Vlastní upevnění může být zalisováním, přinýtováním nebo přišroubováním. Příbuznými součástkami jsou různé pájecí špičky a kolíky. V historii elektrotechniky byla pájecí oka dlouho velmi důležitými spojovacími součástkami. Po zavedení desek plošných spojů a rozšíření konektorů a násuvných spojů jejich význam klesl. Běžně užívaným materiálem pro výrobu pájecích ok jsou měď a mosaz. Dodávají se často galvanicky pocínované. K pájecímu oku je možné připojit jeden nebo několik vodičů, na oku může být i několik otvorů.

## Funkce
Pájecí oka zajišťují stabilní mechanické připojení součástek vzájemně a součástek s propojovacími vodiči. Zajišťují také elektrické spojení, v tomto případě nerozebíratelný elektrický kontakt. Používala se také k napojení kabelových svazků, ale pro tento účel se prosadily spíše konektory. Vývody těžkých a rozměrných elektromechanických součástek, jakými jsou objímky elektronek, potenciometry, přepínače a ladicí kondenzátory jsou konstruovány právě jako pájecí oka. Dovolují tak přímé upevnění jak vodičů, tak některých drobnějších součástek. Také transformátory, které nejsou přímo zapájeny do DPS, mohou mít vývody ve formě pájecích ok. Tak lze snadno zajistit elektrické i mechanické oddělení primárních i sekundárních vývodů. V praxi bývají do jednoho pájecího oka zavedeny nejvýše tři vodiče.
Konec vodiče v pájením oku by měl být správně vytvarován. To znamená, že vodiče musejí být před zapájením provléknuty otvorem v pájecím oku. Odlišným způsobem připojení jsou různé kolíčky a pájecí špičky, které jsou rovné a hladké a vodič nebo vývod součástky je kolem nich obtočen na způsob pájecího oka. Výsledný spoj je také pájený. Takzvaný ovíjený spoj je vytvořen na úplně jiném principu.
Pájecí oka nesmějí být mechanicky nadměrně zatěžována. Těžké součástky musejí být samostatně upevněny, například přišroubováním. Stejně tak i kabelové svazky nebo dlouhé vodiče vyžadují odlehčení připevněním například k šasi nebo k pomocné konstrukci.

## Starší řešení
Ještě starší než pájecí oka byly svorky s kontaktními pružinami nanýtované na tvrzeném papíru nebo jiné izolační desce, které nesly součástky. Funkce byla ale stejná.

## Využití pájecích ok na deskách plošných spojů
Desky plošných spojů jsou opakovaně pájitelné jen v omezené míře. Proto byla často používána pájecí oka nebo pájecí špičky na místech, kde bylo třeba správnou hodnotu součástky vyzkoušet a případně součástku vyměnit. Také samostatné vodiče, které vycházejí z DPS mohou být připojeny na pájecí oko.
Na rozdíl od pájecích ok jsou pájecí špičky většinou určeny pro připojení jediného vodiče. Obvyklý tvar pájecích špiček je úzká vidlička pro vodič a zaoblená špička pro vložení do otvoru v DPS.

## Pájecí oka jako součást přístrojů
Pájecí oka mohou být použita jako vývody některých součástek, jakými jsou potenciometry nebo ladicí kondenzátory. Běžně jsou jako pájecí oka konstruovány vývody konektorů a místa pro připájení jednotlivých vodičů na DPS.

## Příbuzné způsoby připojování
Základem ovíjených spojů jsou čtyřhranné špičky, zalisované do desky plošného spoje. Propoje mezi špičkami jsou z tenkého izolovaného vodiče, který se ovíjecí pistolí navinuje přímo na špičky. Ostré hrany špičky se zaříznou do odizolované části vodiče a vytvoří zde v podstatě svár za studena. Před rozšířením mnohavrstvých desek plošných spojů se tato technologie užívala k výrobě zadní propojovacích panelů (backplane) v zařízeních s mnoha deskami uloženými paralelně v rámu. Špičky pro ovíjení mohly být i přímo součástí konektoru na propojovacím panelu.